# Barakonyi-patak
A Barakonyi-patak az Aggteleki-karszt területén ered, Borsod-Abaúj-Zemplén vármegyében.

## Élővilága

### Faunája
A patakban él: a csíkbogárfélék nemzetségbe tartozó Agabus bipustulatus, Ilybius quadriguttatus, Hydroporus palustris, a csiborfélék nemzetségbe tartozó Anacaena globulus, Anacaena limbata, valamint Anacaena lutescens.

## Part menti település
- Tornabarakony
- Meszes
- Rakacaszend